# Alto Panadés
El Alto Panadés (oficialmente en catalán: Alt Penedès) es una comarca española, situada en la provincia de Barcelona, Cataluña. Es una de las cuatro comarcas en las que quedó dividido el Panadés en la división comarcal de Cataluña de 1987. 
Limita con las comarcas de Noya al norte, Garraf al sur, el Bajo Panadés y el Alto Campo al oeste, y el Bajo Llobregat al este.
La capital es Villafranca del Panadés, que a la vez es el municipio más poblado de la comarca.
Se trata de una comarca famosa por sus viñedos y la elaboración de vinos y cavas reconocidos internacionalmente.

## Geografía

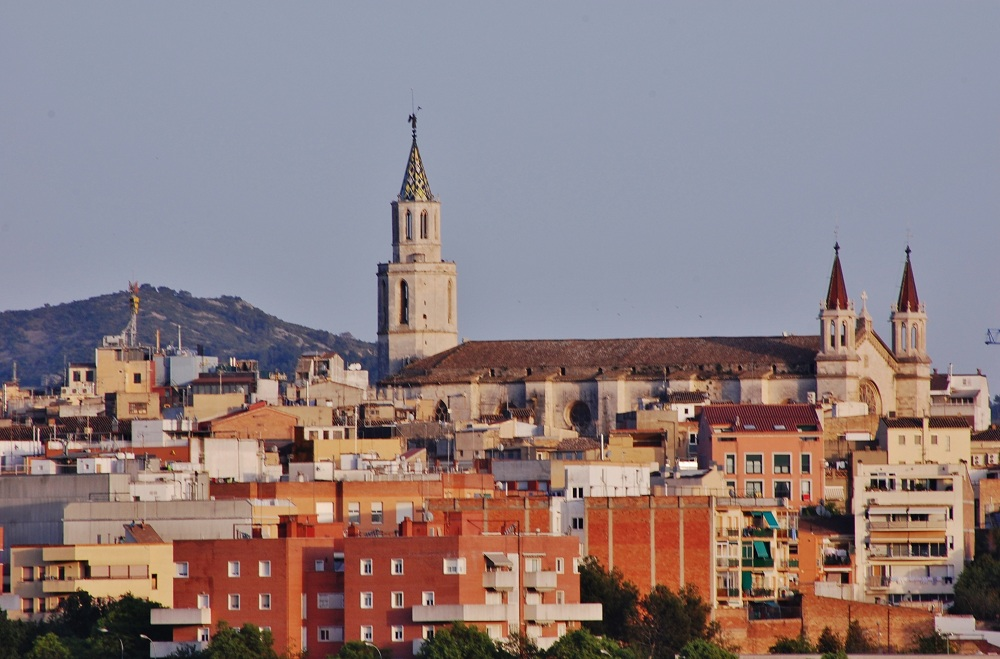
Villafranca del Panadés.

Los límites no se ajustan mucho a determinados accidentes geográficos, y por tanto, resultan poco definidos. En líneas generales, a levante siguen la divisoria de las aguas que van a la comarca del Noya o del Llobregat; por debajo del término de Masquefa, pasan el río y suben hacia las sierras del Ordal, subiendo a las Agulles (652 m) y siguiendo hasta la Cruz de Ordal (453 m). Poco después, está la población de Olesa de Bonesvalls, perteneciente a la comarca del Garraf, desde el pico Helado (502 m) hasta el pico de la Mola (534 m), Sigue los límites de la comarca del Garraf, pico Áliga (364 m), donde se tuerce hacia el suroeste hasta el pla de Sant Marçal. Al oeste, el límite comarcal hace una zig-zag hasta subir a la llanura de Ancosa y al pico Solanes (914 m), punto de concurrencia con las comarcas del Alto Campo y Noya.
Este límite —el de poniente— es el menos definido de la comarca; fue consecuencia de la desacertada división provincial que partió el Panadés de una forma solo aproximada: la parte adjudicada a la provincia de Tarragona se constituyó en partido judicial de Vendrell, del que solo la parte oriental constituye, hoy día, la comarca del Bajo Panadés. La linde comarcal por tramontana no se puede decir que siga ninguna línea de crestas ni tampoco de los valles, sino que, caprichosamente, avanza desde la llanura de Ancosa siguiendo un curso donde destacan el cuello de las Llambard a 706 m, la llanura de Fontrubí a 773 m, a continuación, Cases Noves de Cal Pardo, a 499 m donde sube a la sierra de Orpinell (761 m), de donde tuerce abruptamente hacia el sureste. bajando rápidamente hacia Can Formiga (346 m) hasta tocar el término de San Sadurní de Noya, cerca de la confluencia de los ríos Noya y Bolos, en Fortesa. Aquí, el límite comarcal hace un cambio de 90⁰, hacia el  noroeste, y sigue el contorno del término de San Lorenzo de Hortóns por unas metas situadas muy cerca de La Beguda Alta y La Beguda Baixa, con la que queda cerrado el circuito comarcal.

### Clima
El clima del Alto Panadés es Clima mediterráneo de tipo Litoral Sur en buena parte de la comarca, aunque en las montañas del norte es de tipo prelitoral sur y central. La precipitación media anual ronda los 550 mm en buena parte de la comarca, llegando a valores de hasta 650 mm en el área del Ordal y la sierra de Ancosa. El máximo suele darse en otoño y el mínimo en verano. Térmicamente los inviernos son moderados, con temperaturas medias de 6 °C a 8 °C, y sus veranos calurosos, con medias de 23 °C a 24 °C. No hiela de mayo a octubre.

## Municipios
| Municipio                                       | Población (2018) | Municipio                                               | Población (2018) |
| ----------------------------------------------- | ---------------- | ------------------------------------------------------- | ---------------- |
| Avinyonet (Avinyonet del Penedès)               | 1701             | Las Cabanyas (Les Cabanyes)                             | 964              |
| Castellet y Gornal (Castellet i la Gornal)      | 2292             | Castellví de la Marca                                   | 1535             |
| Fontrubí (Font-rubí)                            | 1327             | Gélida (Gelida)                                         | 7533             |
| La Granada                                      | 2157             | Mediona                                                 | 2322             |
| Olèrdola                                        | 3692             | Olesa de Bonesvalls                                     | 1810             |
| Pachs del Panadés (Pacs del Penedès)            | 922              | Pla del Panadés (El Pla del Penedès)                    | 1256             |
| Pontons                                         | 532              | Puigdalba (Puigdàlber)                                  | 526              |
| San Cugat Sasgarrigas (Sant Cugat Sesgarrigues) | 1007             | San Lorenzo de Hortons (Sant Llorenç d'Hortons)         | 2413             |
| San Martín Sarroca (Sant Martí Sarroca)         | 3264             | San Pedro de Riudevitlles (Sant Pere de Riudebitlles)   | 2368             |
| San Quintín de Mediona (Sant Quintí de Mediona) | 2254             | San Sadurní de Noya (Sant Sadurní d'Anoia)              | 12 887           |
| Santa Fe del Panadés (Santa Fe del Penedès)     | 374              | Santa Margarita y Monjós (Santa Margarida i els Monjos) | 7611             |
| Subirats                                        | 3044             | Torrelavit                                              | 1419             |
| Torrellas de Foix (Torrelles de Foix)           | 2348             | Villafranca del Panadés (Vilafranca del Penedès)        | 39 746           |
| Viloví (Vilobí del Penedès)                     | 1107             |                                                         |                  |

## Historia
El ámbito someramente descrito como Alto Panadés ha sido poco o muy poblado en distintas épocas, aunque no hayan quedado vestigios de un relieve similar en todas las fases del poblamiento antiguo. Los niveles del Paleolítico, la época de más retroceso del poblamiento humano y, por tanto, la de menor densidad de población quedan, en la comarca, prácticamente inéditos, a partir de algunos hallazgos irrelevantes indiscutibles en la sierra de Fontrubí.
Del Neolítico se encuentran yacimientos con cerámica hecha a mano y decorada con estrías de conchas del género cardium. Se trata de la conocida como cerámica cardial, realizada con agujas y punzones de hueso, en sílex, con técnicas pobres y hachas pulidas por piedras duras. En el Panadés se mencionan los yacimientos de la cueva de la Seta (Mediona), la grieta de las Rocas de la Cerradura (Torrellas de Foix), Les Guixeres (Viloví) y la cueva de Can Pascual (Castellví de la Marca), entre otros. La cronología de estos yacimientos se establece de 3500 a 4500 años a. C. Se cree que los hombres de este nivel cultural eran, sobre todo, cazadores y ganaderos y de costumbres poco sedentarias.
Un estadio más avanzado lo constituyen los hombres de los sepulcros de fosa, hipotéticos agricultores de la planicie. Su vida sedentaria y el hábito de sepultar los muertos en fosas abiertas en la tierra ha permitido identificar la fase cultural que representan, gracias a que se ha encontrado sus modestos y característicos ajuares funerarios, que consiste en cerámica lisa hecha a mano, hachas pulidas, algunas de gran tamaño y bien hechas, cuchillos de sílex y collares con pedazos de calaíta, colgantes hechos con colmillos de jabalí, etc. Su antigüedad se estima de 2000 a 5000 años a. C. Los principales yacimientos de esta época se localizan en los términos de Pachs y de Villafranca.
Con las primeras fases de la utilización de los metales hace aparición la cultura de los megalitos, paralela a la de los sepulcros colectivos. La datación de unos y otros yacimientos se establece de 1500 a 1800 años a. C. No se encuentran bien definidos en la comarca, sin embargo, puede quedar algún recuerdo, como en el caso de un posible dolmen que habría existido en la zona del castillo de Cervelló, es decir, en el límite oriental del Alto Panadés, del que existe la referencia bibliográfica en latín de una sierra donde ubi archa antiqua cosnstructa est, según documentación del siglo X. De dudosa factura megalítica se han mencionado las "Pedres Dretes" y la "cista del Mas Berenguera", ambas en el término de Mediona. Cuevas sepulcrales colectivas se han señalado en Pontons (cuevas de las Calaveras y del Batlle Viejo) y en Santa Margarita y Monjós (cueva de la Fuente de San Lorenzo).

## Consejo comarcal
La institución encargada de dirigir algunos organismos de alcance comarcal es el denominado Consell Comarcal de l'Alt Penedès. La elección de los consejeros de la institución se lleva a cabo mediante elecciones desde 1987 por un mandato de 4 años.